# Aloidendron
Aloidendron (лат.) — род суккулентных растений семейства Асфоделовые (Asphodeloideae). На 2023 год включает семь видов, ранее принадлежащих к роду Алоэ (Aloe).

## Название
Родовое латинское название Aloidendron происходит от лат. Áloë — Алоэ и др.-греч. δένδρον, (déndron) — дерево.

## Описание
Кустарниковидные или древовидные, дихотомически разветвленные, суккулентные многолетники. Листья — розетчатые, узколанцетные или мечевидные, от прямостоячих до загнутых, без пятен; края мелкозубчатые сужающиеся на вершине.
Соцветие — разветвленная метелка. Цветки цилиндрической формы, желтые, оранжевые, розовые или красные. Тычинки и столбик прямые, обычно длинные; нити голые. Плод локулицидная коробочка; семена многочисленные.
Число хромосом: 2n = 14 (Brandham, 1971).

## Распространение

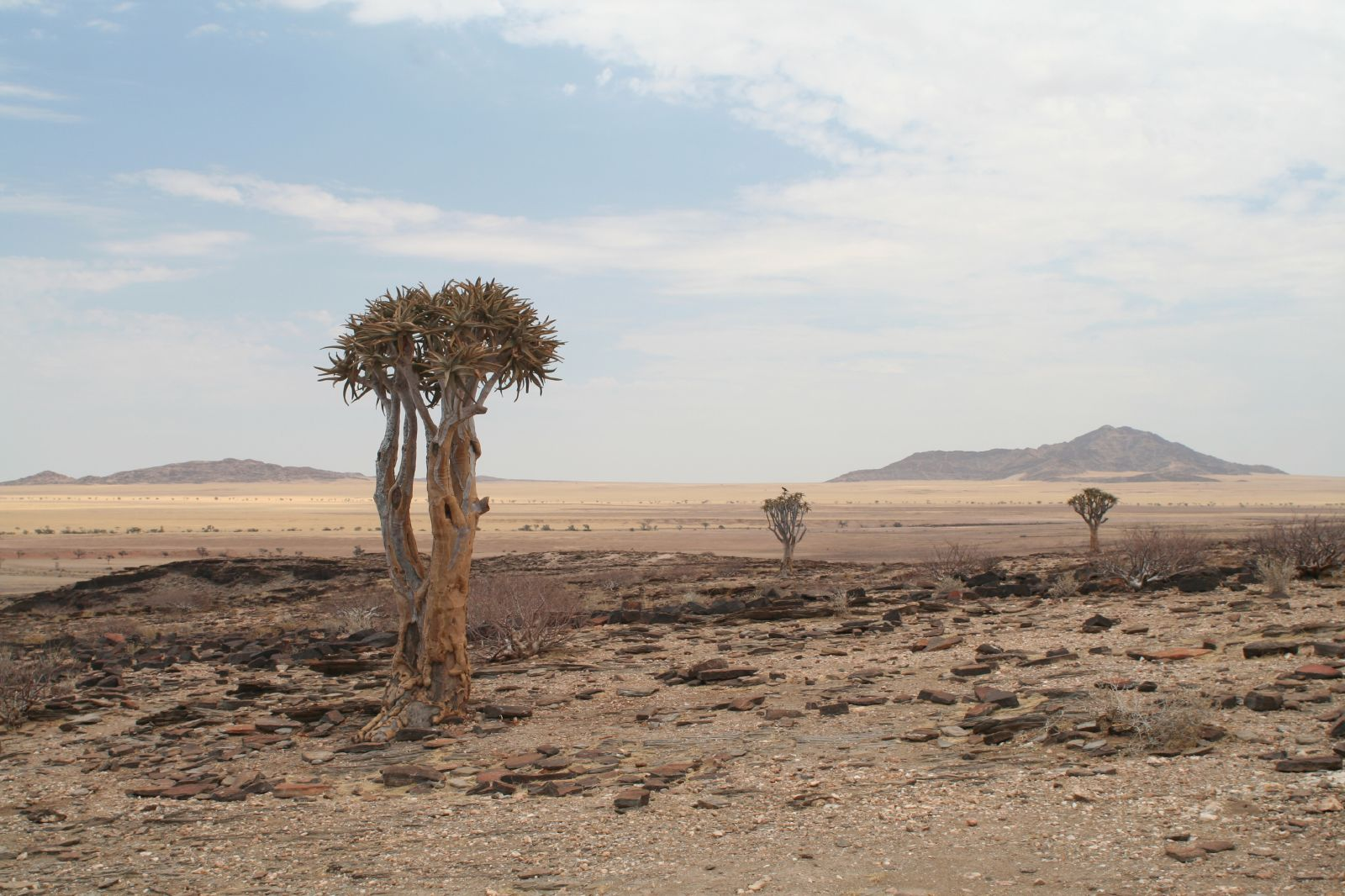
Свакопмунд, Намибия

ЮАР (Капская провинция, Квазулу-Натал), Мозамбик, Намибия, Саудовская Аравия, Сомали, Эсватини и Йемен.

## Таксономия
Согласно филогенетическим исследованиям, несколько видов, которые ранее относились к роду Алоэ (Aloe), на самом деле являются генетически отличными и составляют совершенно отдельную кладу. В результате, в 2013 году было решено выделить эти виды в отдельный род, который получил название Алоидендрон.
Aloidendron (A.Berger) Klopper & Gideon F.Sm., первое упоминание в Phytotaxa 76: 9 (2013). 
Типовой вид — Aloidendron barberae (Dyer) Klopper & Gideon F.Sm.

#### Виды
Подтвержденные виды по данным сайта Plants of the World Online на 2023 год:
- Aloidendron barberae (Dyer) Klopper & Gideon F.Sm.typus
- Aloidendron dichotomum (Masson) Klopper & Gideon F.Sm. — Алоэ дихотомическое, или колчанное дерево
- Aloidendron eminens (Reynolds & P.R.O.Bally) Klopper & Gideon F.Sm.
- Aloidendron pillansii (L.Guthrie) Klopper & Gideon F.Sm.
- Aloidendron ramosissimum (Pillans) Klopper & Gideon F.Sm.
- Aloidendron sabaeum (Schweinf.) Boatwr. & J.C.Manning
- Aloidendron tongaense (van Jaarsv.) Klopper & Gideon F.Sm.

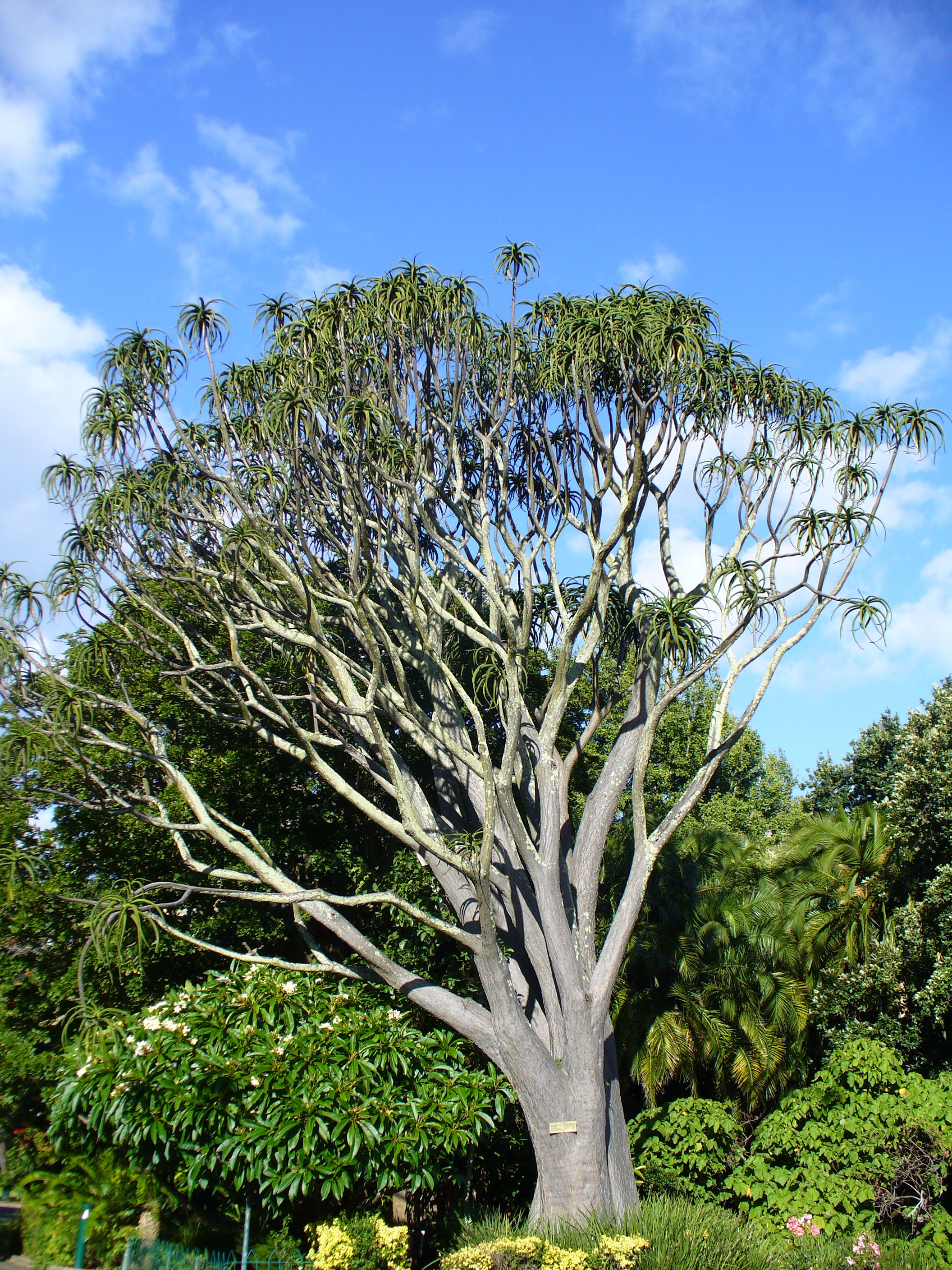
Aloidendron barberae
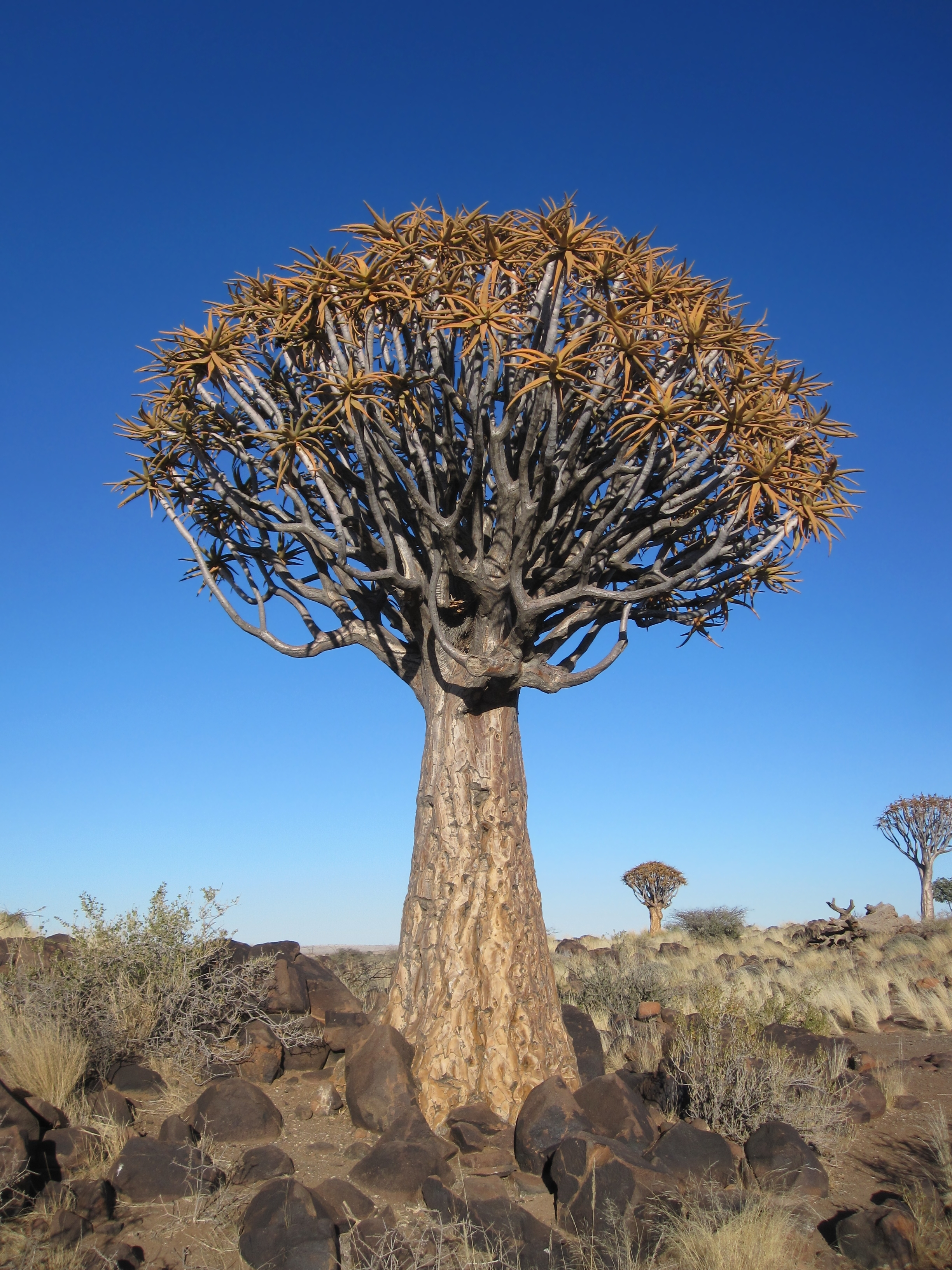
Aloidendron dichotomum
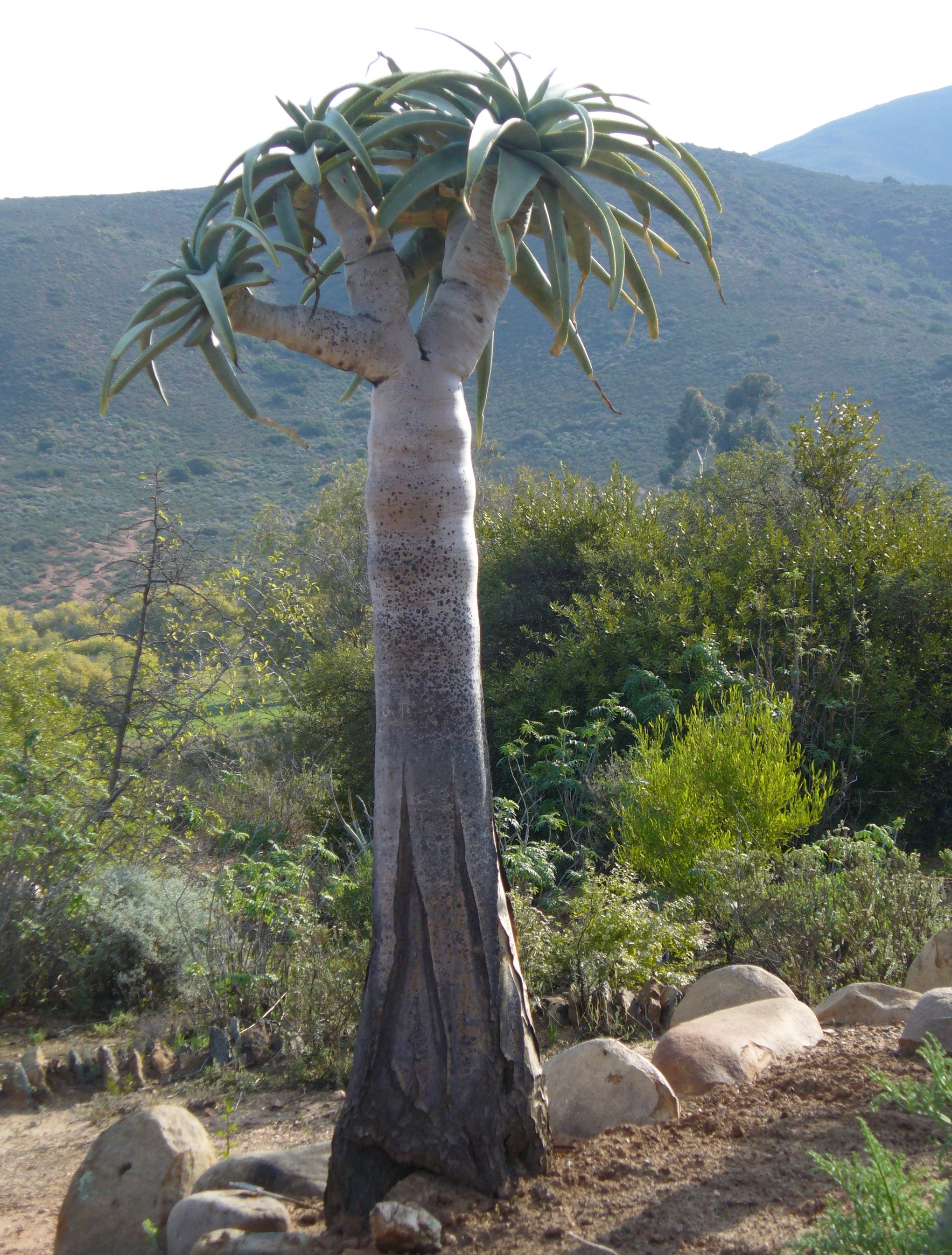
Aloidendron pillansii
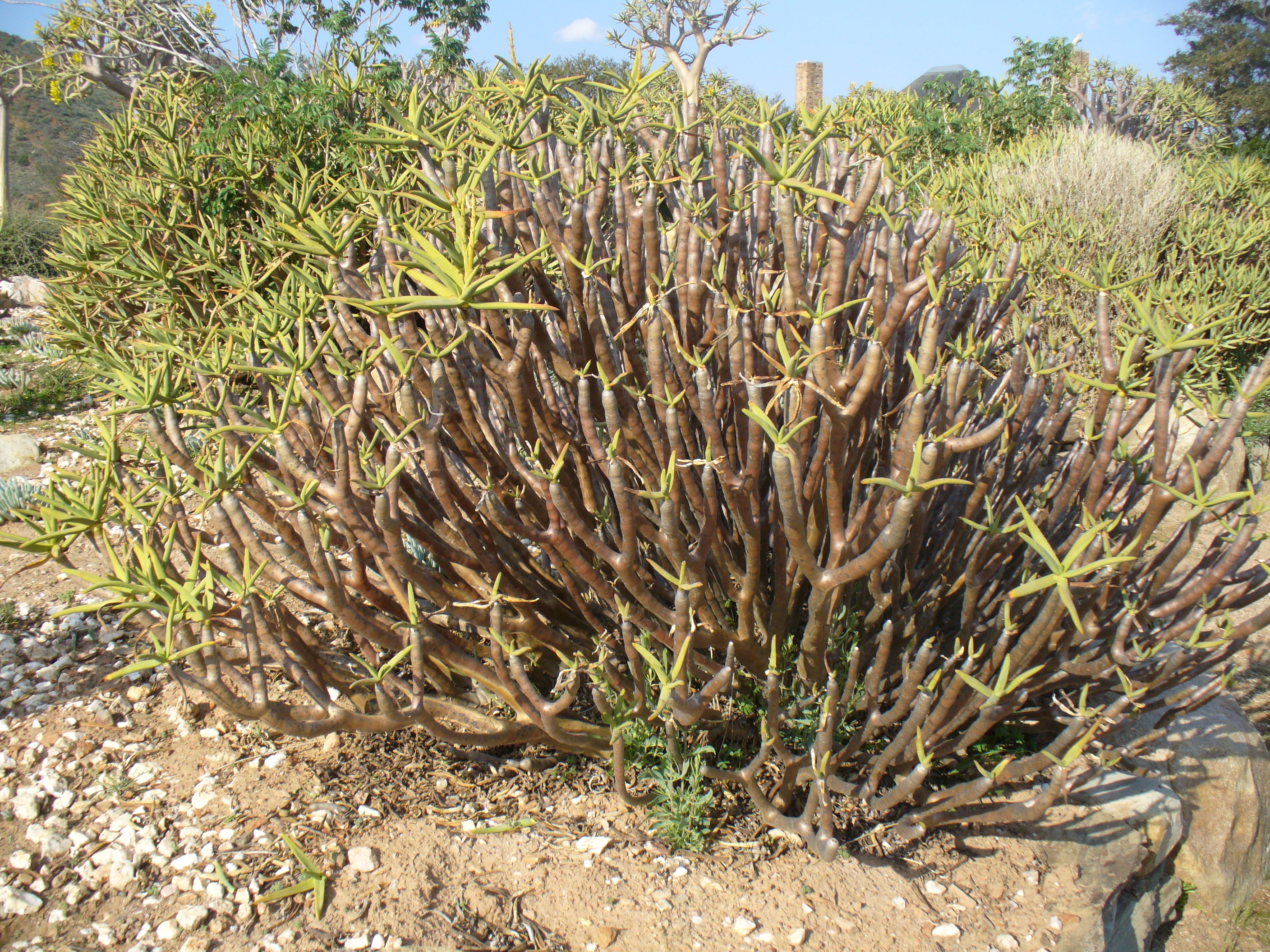
Aloidendron ramosissimum
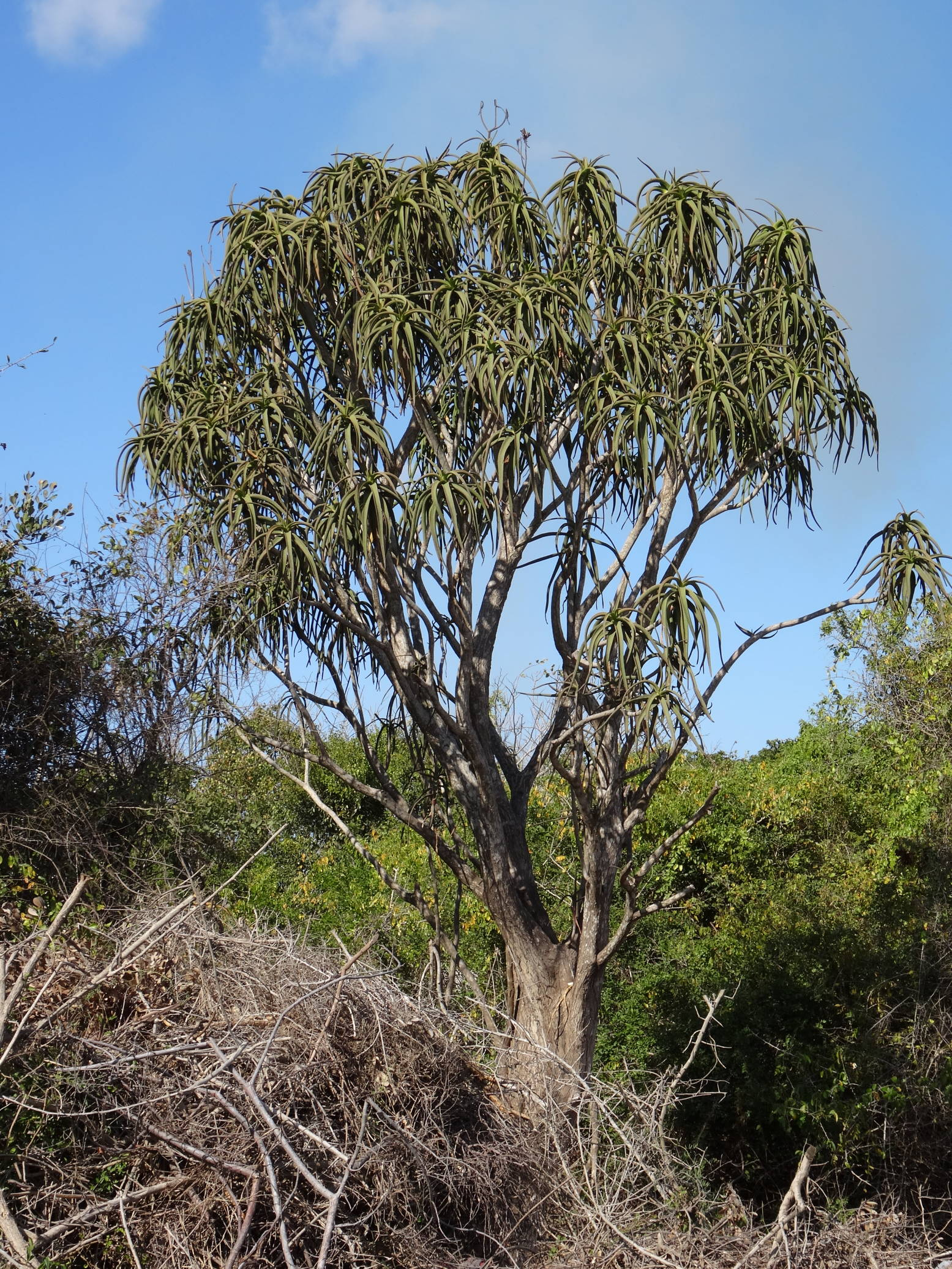
Aloidendron tongaense